# آر. ستانلي وليامز
آر. ستانلي وليامز (بالإنجليزية: R. Stanley Williams)‏ هو مهندس وفيزيائي أمريكي، ولد في 1951.